# Dorfkirche Rambow (Moltzow)

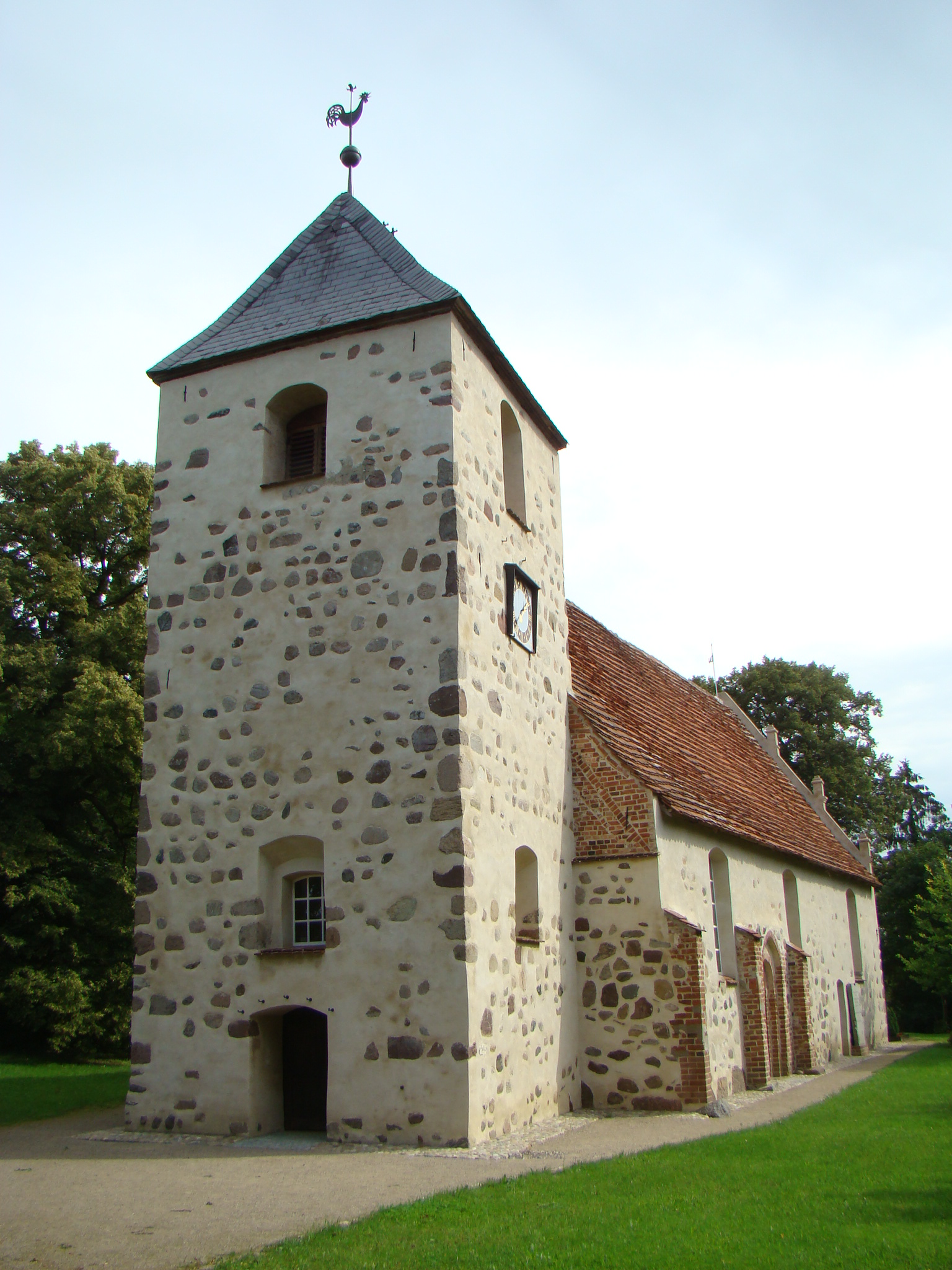
Dorfkirche Rambow

Die Dorfkirche in Rambow, einem Ortsteil von Moltzow im Landkreis Mecklenburgische Seenplatte, geht auf das 15. Jahrhundert zurück und wurde 1621 bis 1625 wesentlich erweitert. Die Gemeinde gehört zur Propstei Rostock im Kirchenkreis Mecklenburg der Evangelisch-Lutherischen Kirche in Norddeutschland (Nordkirche).

## Beschreibung
Es handelt sich um eine rechteckige Feldsteinkirche mit eingezogenem rechteckigen Westturm. Kanzel und Altaraufsatz datieren auf 1595. Der im Stil der Renaissance verzierte Altaraufsatz zeigt Bilder aus dem Neuen Testament. Eine Glocke stammt von 1703. Die Kirche wurde in den letzten Jahren umfassend saniert.
Die Kirche enthält das Grab mit Epitaph und Rüstung des schwedischen Generals Carl Dietrichson Ruth (1592–1656), der im Dreißigjährigen Krieg aufgrund seiner Verdienste mit Gütern unter anderem in Vorpommern bedacht wurde und 1649 noch das Gut Ulrichshusen erwarb, wodurch er Patronatsherr der Kirche wurde. Er stiftete die Uhr der Kirche mit Stundenschlag und weitere Teile der Ausstattung. Seine Familie war bis 1688 auf Gut Ulrichshusen ansässig und wurde in der Gruft der Kirche begraben.
Das benachbarte Rambower Pfarrhaus auf der mittelalterlichen Wedem (Pfarrhof) wurde vor 1798 großzügig erbaut und ist das einzige Wohnhaus am Ort, welches aus der Zeit vor der Gutsgründung im 19. Jahrhundert noch erhalten blieb. Es ist mit seinem alten Rosengarten und Park liebevoll restauriert und bietet auch Ferienwohnungen an.

## Orgel
Bemerkenswert ist die Orgel auf der Westempore, die 1933 von dem dänischen Orgelbauer Marcussen & Søn (Apenrade) erbaut wurde. Das Instrument stand zunächst in der Nikolaikirche in Kiel. Es wurde danach mehrfach in andere Kirchen transferiert und jeweils umgebaut und gelangte erst 2011 nach Rambow. Das Schleifladen-Instrument hat zehn Register auf zwei Manualen. Das Pedal ist angehängt. Die Manualwerke sind übereinander aufgestellt. Das Nebenwerk befindet sich auf Kniehöhe unterhalb der Manualklaviaturen. Darüber befindet sich das Pfeifenwerk des II. Manuals. Das Hauptwerk ist durch zwei Flügeltüren schwellbar. Die Trakturen sind mechanisch. Das Hauptwerk ist an das Pedal (C–d1) koppelbar.
| I Manual C–f3 |       |
| Bourdon       | 8′    |
| Blockflöte    | 4′    |
| Prinzipal     | 2′    |
| Quinte        | 1 ⁄3′ |

| II Hauptwerk C–f3 |       |
| Krummhorn         | 8′    |
| Gedackt           | 8′    |
| Prinzipal         | 4′    |
| Nasat             | 2 ⁄3′ |
| Gemshorn          | 2′    |
| Scharf IV         |       |

Tremulant